# Храм Святого Станислава (Санкт-Петербург)
Храм святого Станислава — католический храм в городе Санкт-Петербурге. Административно относится к Северо-западному региону Архиепархии Матери Божией (с центром в Москве), возглавляемой архиепископом митрополитом Паоло Пецци. Памятник архитектуры. Расположен по адресу: улица Союза Печатников, д. 22. При храме функционирует духовная библиотека, ведётся благотворительная работа.

## История
Храм св. Станислава был построен на месте бывшего дома первого католического митрополита Российской империи Станислава Богуш-Сестренцевича, который, переехав в другой дом, пожертвовал на строительство храма участок земли на углу улиц Мастерской и Торговой (ныне Союза Печатников) и деньги.
Строительство храма шло с 1823 по 1825 год, автором проекта стал итальянский архитектор Давид Висконти. По окончании строительства церковь была освящена во имя св. Станислава 94-летним митрополитом Богуш-Сестренцевичем, а через год митрополит скончался и был похоронен в храме. Церковь св. Станислава стала вторым католическим храмом Петербурга вслед за собором св. Екатерины. Несмотря на небольшой размер храма, приход быстро рос, и к 1917 году число прихожан превышало 10 000 человек.
В 1829 году при храме было открыто начальное училище имени Сестренцевича. С 1887 по 1921 годы в храме служил знаменитый благотворитель, видный деятель Католической Церкви в России епископ Антоний Малецкий, о чём внутри сейчас напоминает мемориальная доска.
После октябрьской революции на приход обрушились репрессии. Большая часть имущества была конфискована, предпринимались неоднократные попытки закрыть храм. Множество священников и активных прихожан было арестовано.
Храм был закрыт в октябре 1934 года, в здании располагался склад, цех по производству противогазов, а с 1961 года цех фабрики «Рот Фронт». Несмотря на то, что здание храма входило в список памятников истории и культуры, с ним обращались по-варварски, что привело к значительным повреждениям строения.
В 80-х годах XX века фабрику заставили провести ремонт здания, был восстановлен первоначальный интерьер, после чего в храме разместился салон мод и актовый зал.
Восстановление нормальной деятельности Католической церкви в России началось в начале 90-х годов XX века. В 1992 году был вновь зарегистрирован приход св. Станислава. 9 августа 1996 здание храма было возвращено Церкви. Реставрация храма шла около двух лет, могила архиепископа Богуш-Сестренцевича, находившаяся в несохранившейся капелле в крипте храма, была в ходе реставрации перенесена в центр западного нефа.
14 июня 1998 примас Польши кардинал Юзеф Глемп освятил храм. В начале октября 1998 в главном алтаре были помещены мощи св. Станислава.
В 2005 году в храме была открыта мемориальная доска в память о папе Иоанне Павле II.
7 ноября 2018 года открыта мемориальная доска Памяти 425 католических священников разных национальностей и обрядов, погибших в тюрьмах, лагерях и ссылках 1918—1958 годах.

## Архитектура
Храм построен в стиле классицизм, увенчан невысоким куполом. Два симметричных фасада, каждый с тремя небольшими портиками, обращены в сторону улиц. В плане храм имеет форму квадрата, разделён на три нефа двумя рядами колонн, поддерживающих архитрав и карниз. Купол изнутри украшен росписью. Вместимость храма — до 700 человек.